# Torfi Bryngeirsson
Torfi Bryngeirsson (* 11. November 1926 in Búastaðar, Vestmannaeyjar; † 15. Juli 1995 in Reykjavík) war ein isländischer Leichtathlet. Bei einer Körpergröße von 1,78 m betrug sein Wettkampfgewicht 72 kg.
Zweimal nahm Torfi Bryngeirsson an Olympischen Spielen teil. 1948 in London scheiterte er im Stabhochsprung in der Qualifikation. 1952 in Helsinki belegte er mit übersprungenen 3,95 Meter Rang 14.
Bei den Europameisterschaften 1950 in Brüssel und 1954 in Bern konnte er sich jeweils für das Finale im Stabhochsprung qualifizieren, trat aber beide Male zum Finale nicht an.
Den isländischen Stabhochsprungrekord steigerte er 1952 auf 4,35 Meter. Ebenfalls einen Landesrekord stellte er 1950 im Weitsprung auf. Er qualifizierte sich nämlich bei den Europameisterschaften auch für das Finale im Weitsprung. Im Finale sprang er mit 7,32 Meter Landesrekord. Mit diesem Sprung wurde er Europameister vor dem Niederländer Gerard Wessels mit 7,22 Meter.
Isländische Athleten gewannen insgesamt bei Europameisterschaften drei Titel, neben Torfi Bryngeirsson war der Kugelstoßer Gunnar Huseby, der 1946 und 1950 gewann, der einzige Europameister.